# 鹿児島県道270号久志上津貫線
鹿児島県道270号久志上津貫線（かごしまけんどう270ごう くしかみつぬきせん）は、鹿児島県南さつま市を通る一般県道である。

## 概要
南さつま市坊津町久志から同市加世田上津貫に至る。
全長8 m以上の大型車両は通行が禁止されている。代替路線としては鹿児島県道269号坊之津久木野線がある。なお、終点では、同じ270号である国道270号と交わるため、国道側の案内標識には、国道（県道）と明記されている。

### 路線データ
- 起点：鹿児島県南さつま市坊津町久志（国道226号交点）
- 終点：鹿児島県南さつま市加世田津貫（国道270号交点）

## 地理

### 通過する自治体
- 南さつま市

### 交差する道路
| 交差する道路                | 交差する場所 | 交差する場所 |
| --------------------------- | ------------ | ------------ |
| 国道226号                   | 坊津町久志   | 起点         |
| 鹿児島県道272号久志大浦線   | 坊津町久志   |              |
| 鹿児島県道271号秋目上津貫線 | 加世田津貫   |              |
| 国道270号                   | 加世田津貫   | 終点         |

## ギャラリ

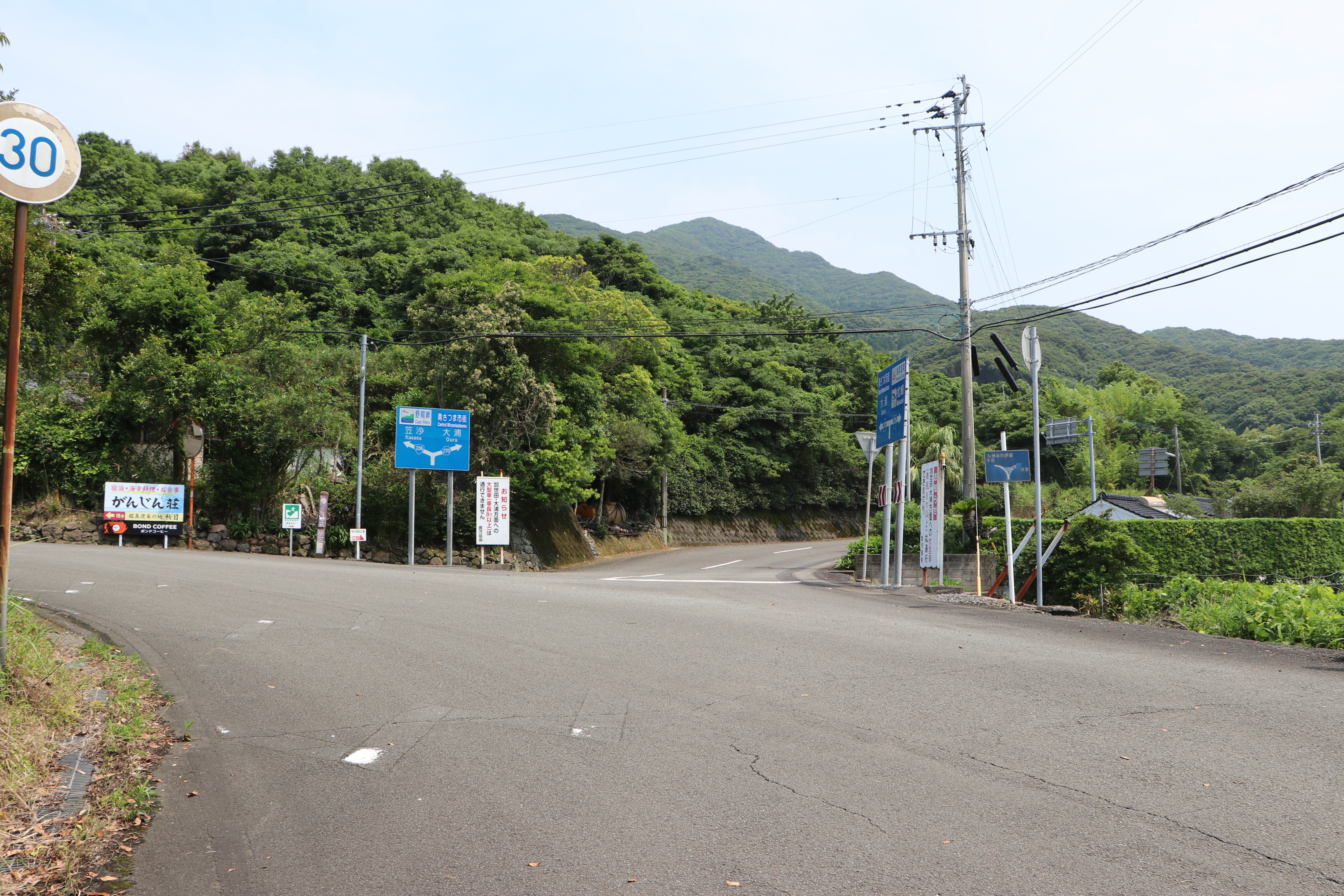
起点（坊津町久志）
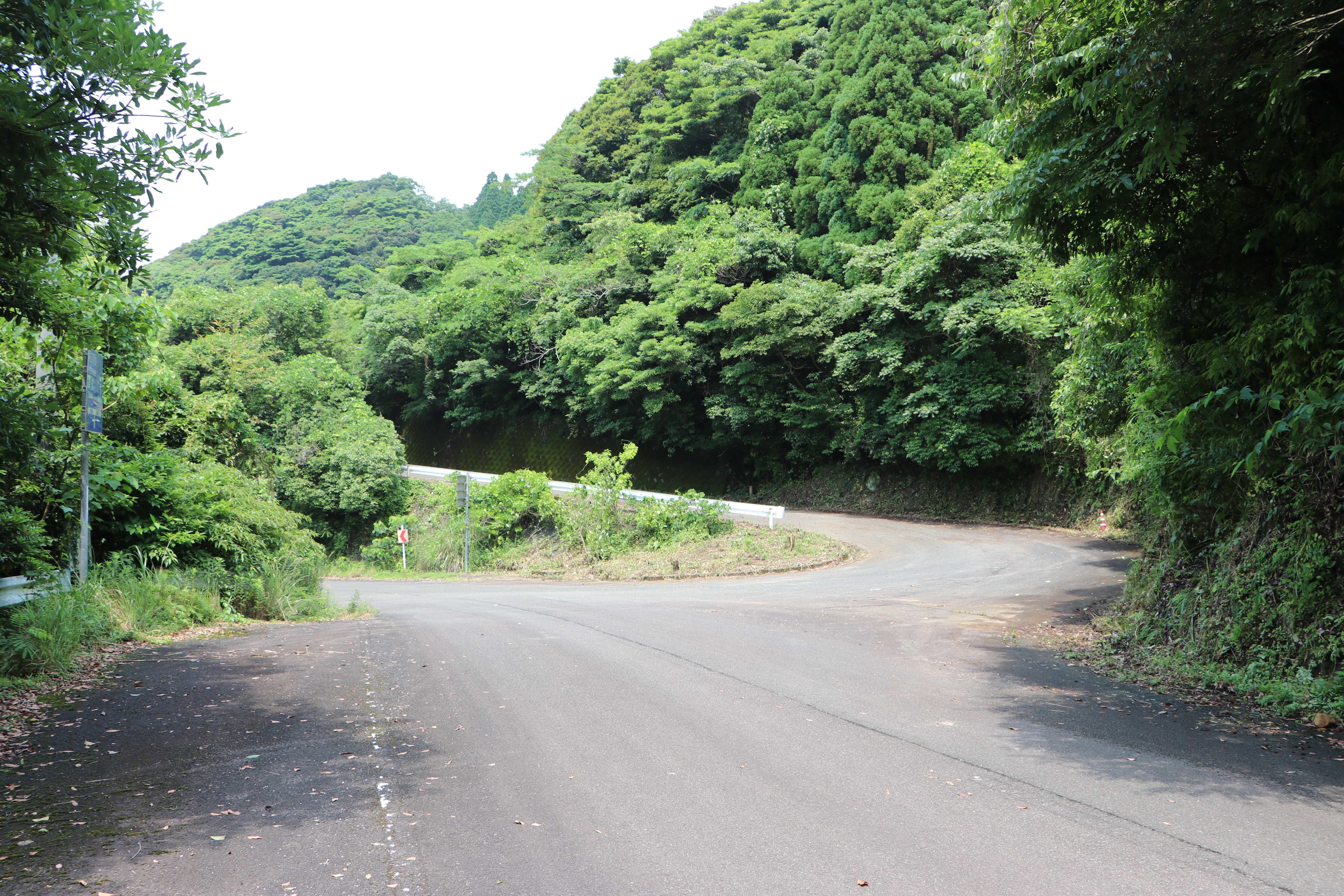
鹿児島県道272号久志大浦線との分岐地点
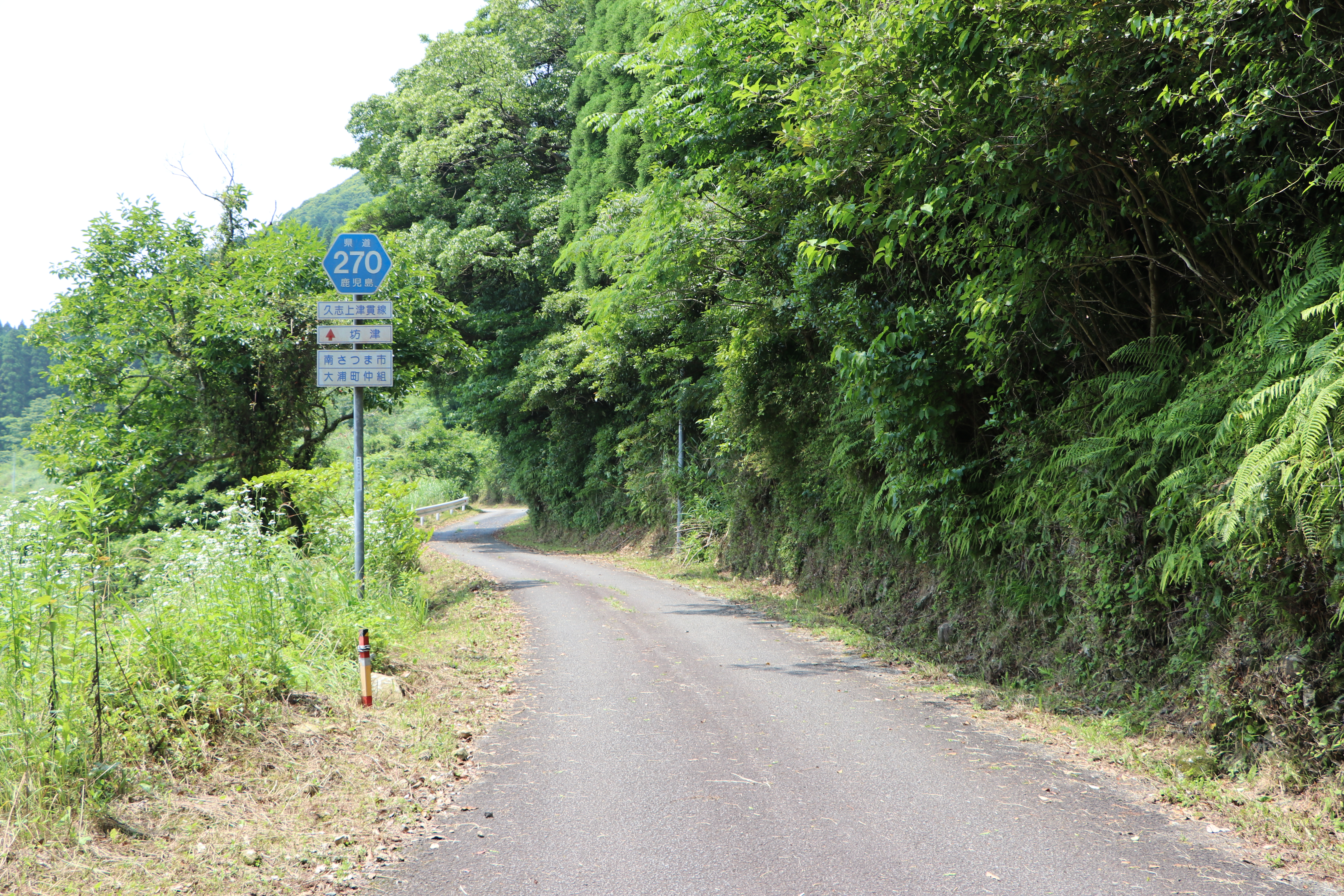
大浦町仲組
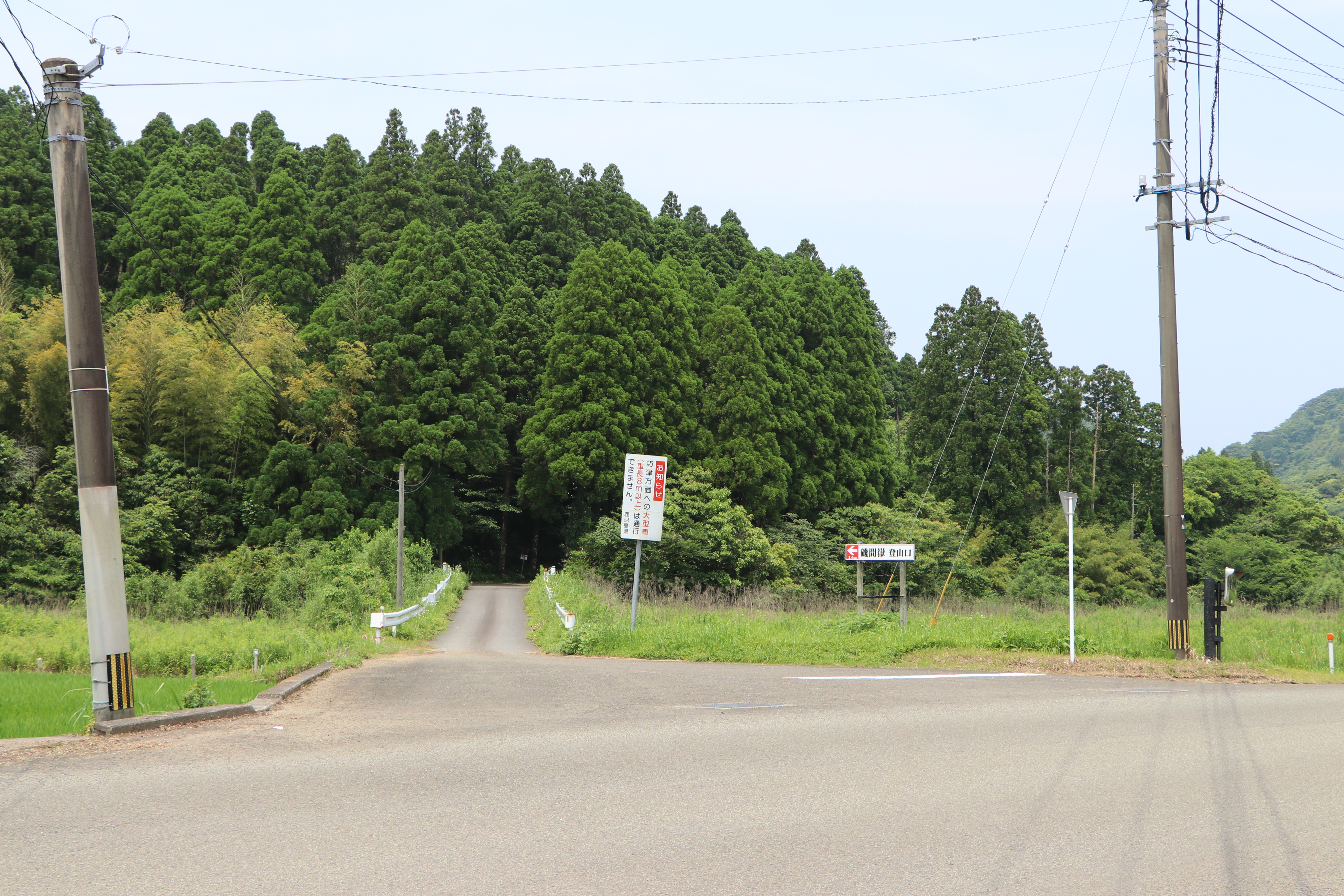
加世田津貫